# ヤロスラワ・マフチフ
ヤロスラワ・マフチフ（ウクライナ語: Ярослава Магучіх, ラテン文字転写: Yaroslava Mahuchikh, 2001年9月19日 - ）は、ウクライナ・ドニプロペトローウシク出身の陸上競技選手（走高跳）。現在の走高跳の世界記録保持者。2024パリオリンピック金メダリスト、2023世界陸上金メダリスト。マフチクとも表記される。

## 経歴
13歳のときに走高跳を始める。2017年、2017年世界U18陸上競技選手権大会で1m92の自己ベストで金メダル、2018年にはU18ヨーロッパ陸上競技選手権で1m94の自己ベストで金メダル、同年10月には2018年ブエノスアイレスユースオリンピックで金メダルを獲得した。ユースオリンピックの1ヶ月後自己ベストを1m96に更新。
2019年、2019年IAAFダイヤモンドリーグで史上最年少の17歳226日で優勝した。同年9月の2019年世界陸上競技選手権大会では自己ベストの2m04を跳び銀メダルを獲得。U-20の世界記録を更新した。
2020年1月、リヴィウで2m01を跳び、U-20の室内世界記録を更新した。その数日後、カールスルーエで2m02を跳び、記録を更新した。
2021年8月、東京オリンピックで銅メダルを獲得。
2022年3月、ロシアのウクライナ侵攻から逃れた数日後、2022年世界室内陸上競技選手権大会で金メダルを獲得した。同年7月の2022年世界陸上競技選手権大会では銀メダルを獲得した。
2024年7月7日、ダイヤモンドリーグパリ大会にて直前に自己新となる2m7cmを跳んだ後、2m10cmの世界新記録を樹立した。この記録はステフカ・コスタディノヴァの2m09cmを約37年ぶりに更新する大記録だった。
2024年8月、パリオリンピックで金メダルを獲得。決勝の競技の合間に寝袋で横になっていたことが話題になり、本人は血流を良くして体の柔軟性を保つためで、ジュニア時代のコーチの助言で始めたと語っている。